# Finmekanik

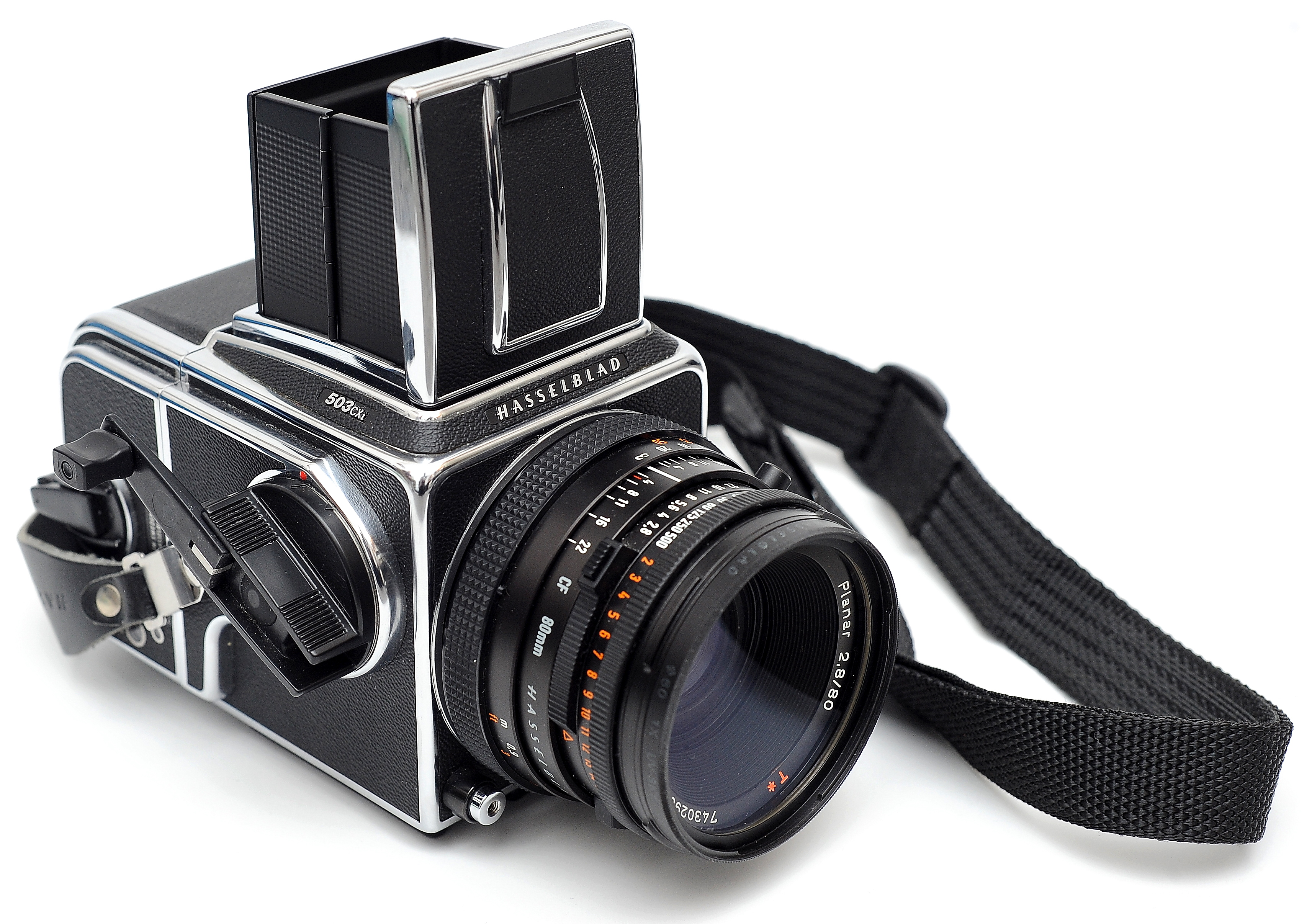
Denna Hasselblad-kamera är ett exempel på en finmekanisk produkt.

Finmekanik är konstruktion och tillverkning med hög precision av små detaljer, ofta i komplexa system. Traditionellt avses vanligen produkter tillverkade i metall eller optiska system. Sedan några decennier har elektronik tillkommit som ett väsentligt område inom finmekaniken.
Exempel på finmekaniska produkter är vetenskapliga instrument, urverk, skjutvapen, styr- och reglersystem, kameror och objektiv.

## Exempel på företag med stor finmekanisk verksamhet
- Victor Hasselblad AB
- Carl Zeiss
- Saab Dynamics